# Ванкувер
Ванку́вер (англ. Vancouver) — город на западном побережье Канады, крупнейший населённый пункт провинции Британская Колумбия и третий по величине в Канаде. В 2010 году в Ванкувере проводились XXI зимние Олимпийские игры. Исследовательская группа Economist Intelligence Unit (EIU) британского издания The Economist трижды — в 2005, 2007, 2009 годах — присваивала Ванкуверу звание «лучшего города Земли».
Население самого города — 662 248 человек (на 2021 год). В агломерации Большой Ванкувер в 2021 году проживали 2642,8 тыс. человек — это третья по величине агломерация в Канаде. Ванкувер является наиболее этнически и лингвистически разнообразным городом страны — по данным на 2006 год 52 % его жителей называли своим родным языком не английский. В Ванкувере и его пригороде Бернаби расположены крупные киностудии; город вместе с агломерацией является одним из крупнейших центров кинопроизводства в Северной Америке и имеет прозвище «Северный Голливуд».

## История
Археологические исследования установили, что коренные народы начали появляться на территории, занимаемой сегодня Ванкувером, в промежутке от 8000 до 10 000 лет назад. Здесь располагались поселения племён Масквим (Musqueam Indian Band), Сквомиш (Squamish people) и Тслеил-Вотут (Tsleil-Waututh First Nation).
Первым европейцем, исследовавшим берега залива Беррард на месте будущего мегаполиса в 1791 году, стал испанский мореплаватель Хосе-Мария Нарваэс. Годом позже здесь побывал английский капитан Джордж Ванкувер, в честь которого позднее и был назван город.
В 1858 году золотая лихорадка на реке Фрейзер привела к наплыву сюда более 25 тысяч старателей, в результате чего был основан город Нью-Уэстминстер, входящий ныне в агломерацию Большой Ванкувер.
Гастаун — поселение, позже получившее название Ванкувер, — начало формироваться вокруг лесопилки, открытой в 1867 году английским моряком Эдвардом Стампом. Она располагалась на северном конце нынешней улицы Dunlevy Avenue и после смены собственников вошла в историю под именем Hastings Mill. В 1870 году колониальное правительство переименовало Гастаун в Гранвилль.
В 1884 году решался вопрос о месте конечного пункта Канадской тихоокеанской железной дороги. Конкурентами Гранвилля выступали на тот момент более крупные Нью-Уэстминстер, Виктория и Порт-Муди. Наличие у Гранвилля удобной гавани с возможностью захода морских судов предопределило выбор в его пользу.
В 1886 году Гранвилль был переименован в Ванкувер и получил статус города. Год спустя закончилось строительство железной дороги, и в Ванкувер начали ходить поезда — что послужило толчком к бурному развитию города. В 1886 году его население составляло 1000 человек, в 1891 — 14 000, к 1901 — 26 000, а в 1911 году в городе уже проживало 100 000 жителей.

## Физико-географическая характеристика

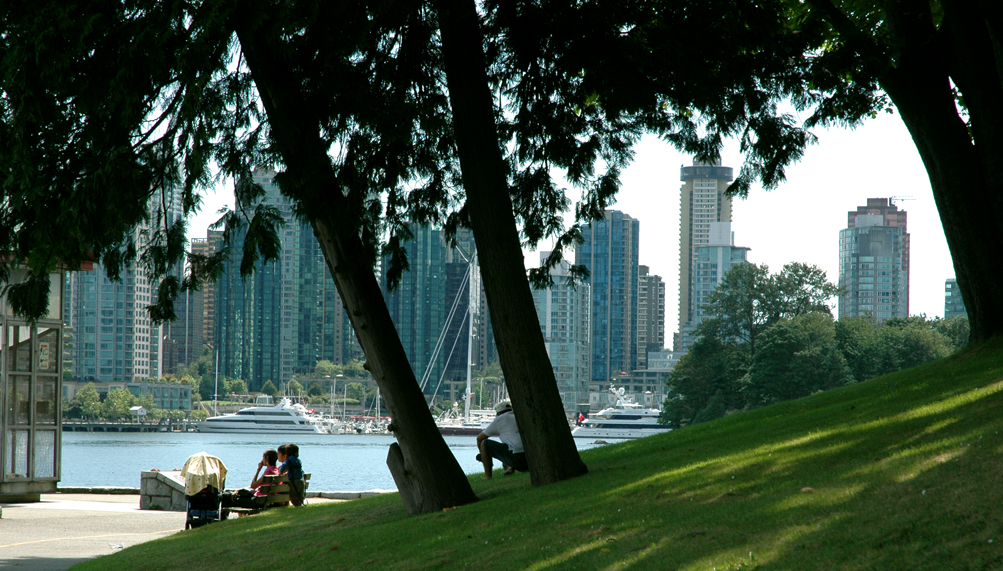
Парк Стэнли

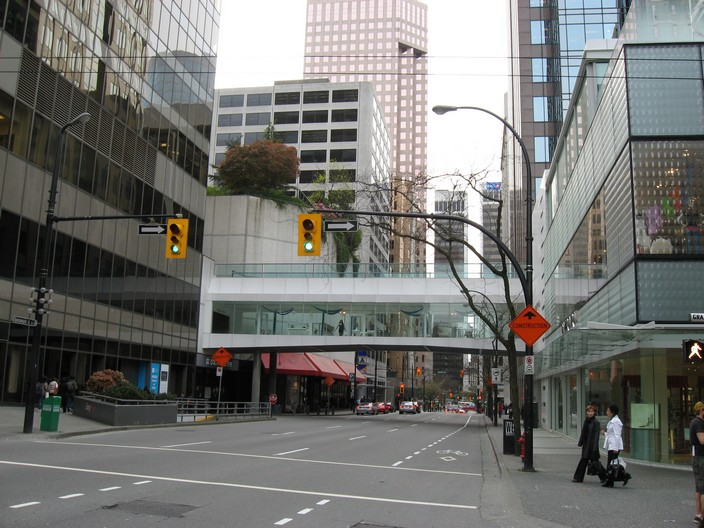
Центральная часть города

Большой Ванкувер — так ещё называют город с его практически неограниченными муниципалитетами — расположен в устье реки Фрейзер на обоих берегах длинного залива Беррард. Множество величественных современных мостов соединяют различные части города через залив и реку с её рукавами. Деловая часть города сообщается с северными округами знаменитым мостом Лайонс-Гейт (длина 516 м). И, хотя при въезде на мост стоят 2 львиные скульптуры, он назван в честь двух поразительных и неповторимых пиков Львиной горы, напоминающих головы морских львов и доминирующих над северной частью Ванкувера и всей долиной.
Со всех сторон Ванкувер окружён горными вершинами, покрытыми высокоствольными хвойными лесами:
- Береговым хребтом с севера и востока,
- высокой (3285 м) горой Бейкер с юга за американской границей,
- горным хребтом острова Ванкувер (виден над лазурью пролива в хорошую погоду).

Многие вершины круглый год одеты в белоснежные снеговые шапки, нарядно контрастирующие с ослепительной голубизной неба.
Самый известный городской парк (парк Стэнли) был заложен на выступающем в залив полуострове ещё в 1886 году (первый год существования города), когда вокруг поднимались густые первозданные леса. Сейчас парк Стэнли и его набережная Seawall — любимое место отдыха горожан и туристов. Здесь находятся:
- большой океанариум с дрессированными дельфинами,
- бассейны с коллекциями рыб и земноводных,
- собрание ярких индейских тотемов, размещённых под открытым небом.

Также популярными местами отдыха являются парк королевы Елизаветы и расположенный недалеко от него Ботанический сад Ван Дусена.

### Экосистема

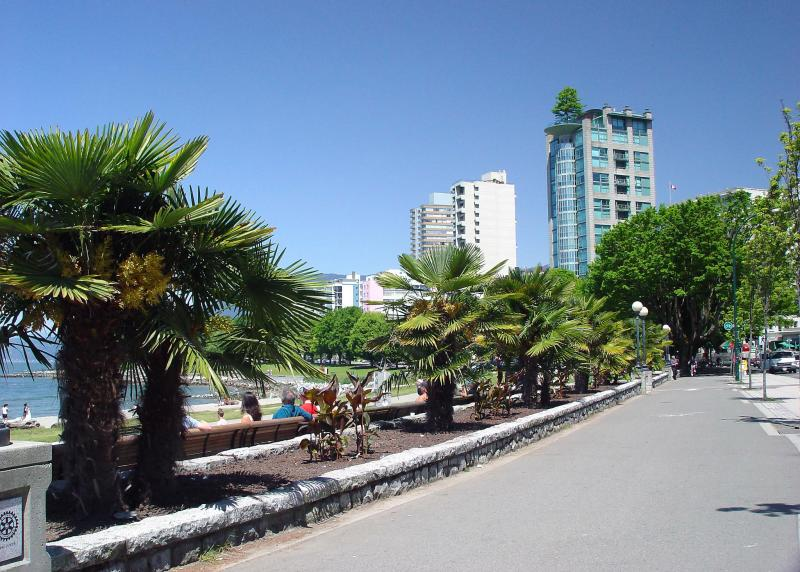
Пальмы на берегу Английского залива, Ванкувер

Растительный мир в районе Ванкувера первоначально был представлен умеренно влажными лесами, состоящими из хвойных пород и разбросанных районов произрастания клёна и ольхи, а также большими заболоченными территориями. Хвойные породы были особенно распространены в прибрежных районах Британской Колумбии и представляли собой смесь из Псевдотсуги, Туи складчатой и Тсуги разнолистной. Областью произрастания крупнейших из этих видов деревьев считается побережье Британской Колумбии. Только в районе залива Эллиотт, Сиэтл, размер этих деревьев конкурирует с видами, произрастающими в районах заливов Баррард и Английского (English Bay) провинции Британская Колумбия.
Многие растения и деревья, растущие по всему Ванкуверу, завозились из разных частей континента и даже из Восточной Азии через Тихий океан. В городе растут различные виды пальм и большое количество других экзотических растений — такие, как араукария чилийская, японский клён, магнолия, азалия и рододендрон. Некоторые рододендроны вырастают до огромных размеров, как и другие виды, привезённые из районов с более суровым климатом. Вдоль многих улиц растут различные сорта сакуры, подаренные городу правительством Японии в 1930-е годы.

### Климат

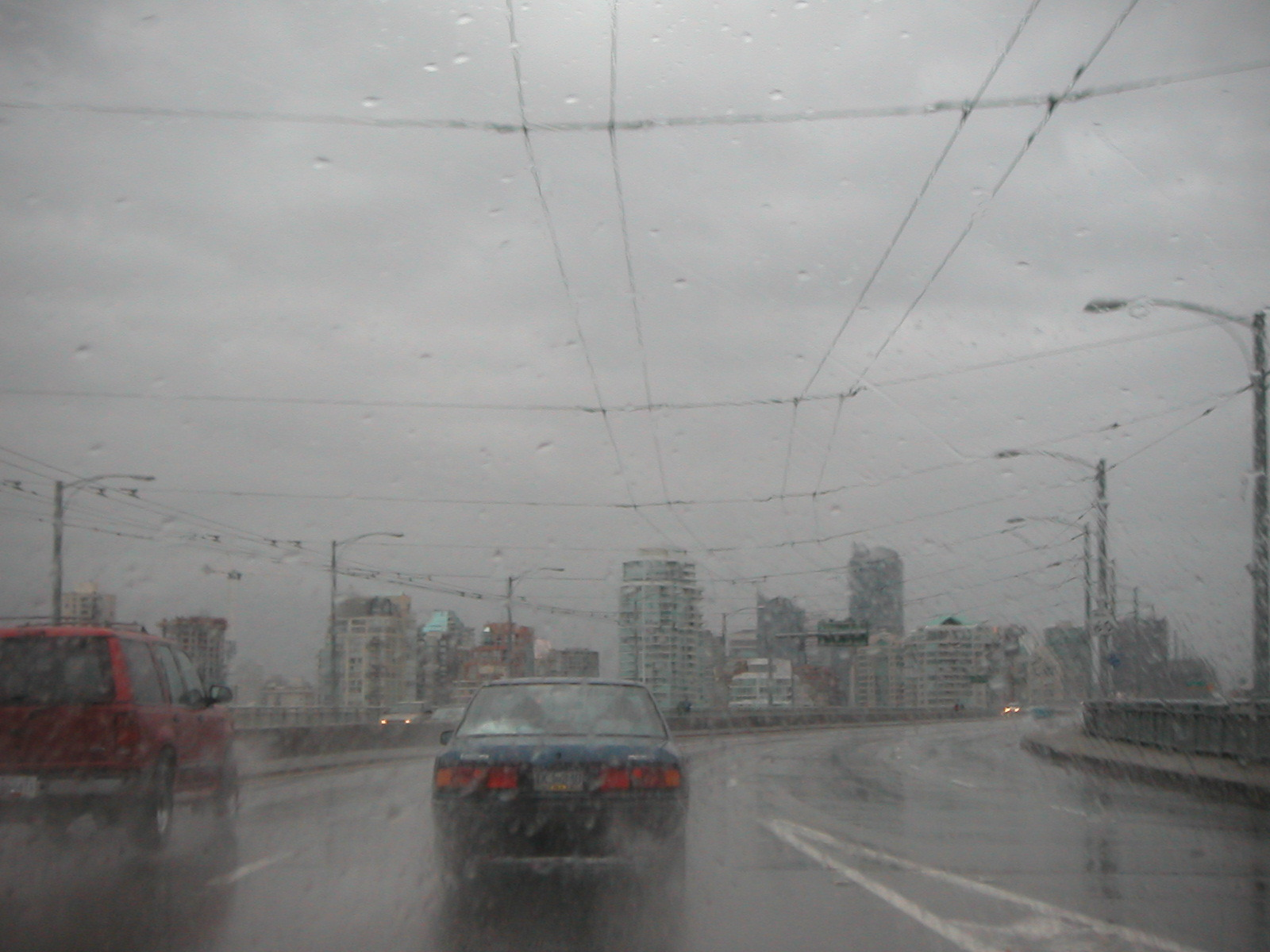
Дождливый день в Ванкувере

Климат Ванкувера умеренный, тёплый. Осадков выпадает много (кроме летних месяцев). Зима мягкая и дождливая. Летние месяцы, как правило, достаточно сухие и тёплые, а в июле-августе наблюдается умеренная засуха. Остальное время года, напротив, богато осадками, особенно период с октября по март.
Средний годовой объём осадков, по данным аэропорта Ванкувера в Ричмонде, составляет 1199 мм, хотя фактически их уровень существенно зависит от особенностей рельефа конкретного района: в деловом секторе уровень значительно выше. Зимой основная часть дней (по данным аэропорта Ванкувера) знаменуется значительными осадками. Летние месяцы — более сухие и солнечные, с умеренной температурой (благодаря тёплому морскому бризу). В июле и августе максимальная дневная температура составляет в среднем 22 °C, доходя иногда до 30 °C. Наивысшая зарегистрированная температура — 34,4 °C (30 июля 2009). Снег выпадает в среднем одиннадцать дней в году, три дня из них — более 60 мм.
Зи́мы в Большом Ванкувере (Greater Vancouver) находятся на четвёртом месте по мягкости среди всей Канады, после близлежащих Виктории (Victoria), Нанаймо (Nanaimo) и Дункана (Duncan) (все они расположены на острове Ванкувер). Нижняя планка температуры в Ванкувере опускается ниже 0 °C в среднем 46 дней в году, а ниже −10 °C — два дня в году. В среднем 4,5 дня в году температура остаётся ниже нуля по Цельсию и днём.
| Показатель                                         | Янв.  | Фев.  | Март | Апр. | Май  | Июнь | Июль | Авг. | Сен. | Окт. | Нояб. | Дек.  | Год   |
| -------------------------------------------------- | ----- | ----- | ---- | ---- | ---- | ---- | ---- | ---- | ---- | ---- | ----- | ----- | ----- |
| Абсолютный максимум, °C                            | 15,3  | 18,4  | 19,4 | 26,1 | 30,4 | 33,3 | 34,4 | 33,3 | 29,4 | 25,0 | 23,3  | 15,1  | 34,4  |
| Средний суточный максимум, °C                      | 6,1   | 8,0   | 10,1 | 13,1 | 16,5 | 19,2 | 21,7 | 21,9 | 18,7 | 13,5 | 9,0   | 6,2   | 13,7  |
| Средняя температура, °C                            | 3,3   | 4,8   | 6,6  | 9,2  | 12,5 | 15,2 | 17,5 | 17,6 | 14,6 | 10,1 | 6,0   | 3,5   | 10,1  |
| Средний суточный минимум, °C                       | 0,5   | 1,5   | 3,1  | 5,3  | 8,4  | 11,2 | 13,2 | 13,4 | 10,5 | 6,6  | 3,1   | 0,8   | 6,5   |
| Абсолютный минимум, °C                             | −17,8 | −16,1 | −9,4 | −3,3 | 0,6  | 2,2  | 6,1  | 3,9  | −1,1 | −6,1 | −14,3 | −17,8 | −17,8 |
| Норма осадков, мм                                  | 154   | 123   | 114  | 84   | 68   | 55   | 40   | 39   | 54   | 113  | 181   | 176   | 1199  |
| Температура воды, °C                               | 8     | 8     | 8    | 10   | 12   | 13   | 14   | 14   | 13   | 11   | 9     | 8     | 11    |
| Источник: Environment Canada, World Climate Guide, |       |       |      |      |      |      |      |      |      |      |       |       |       |

## Население

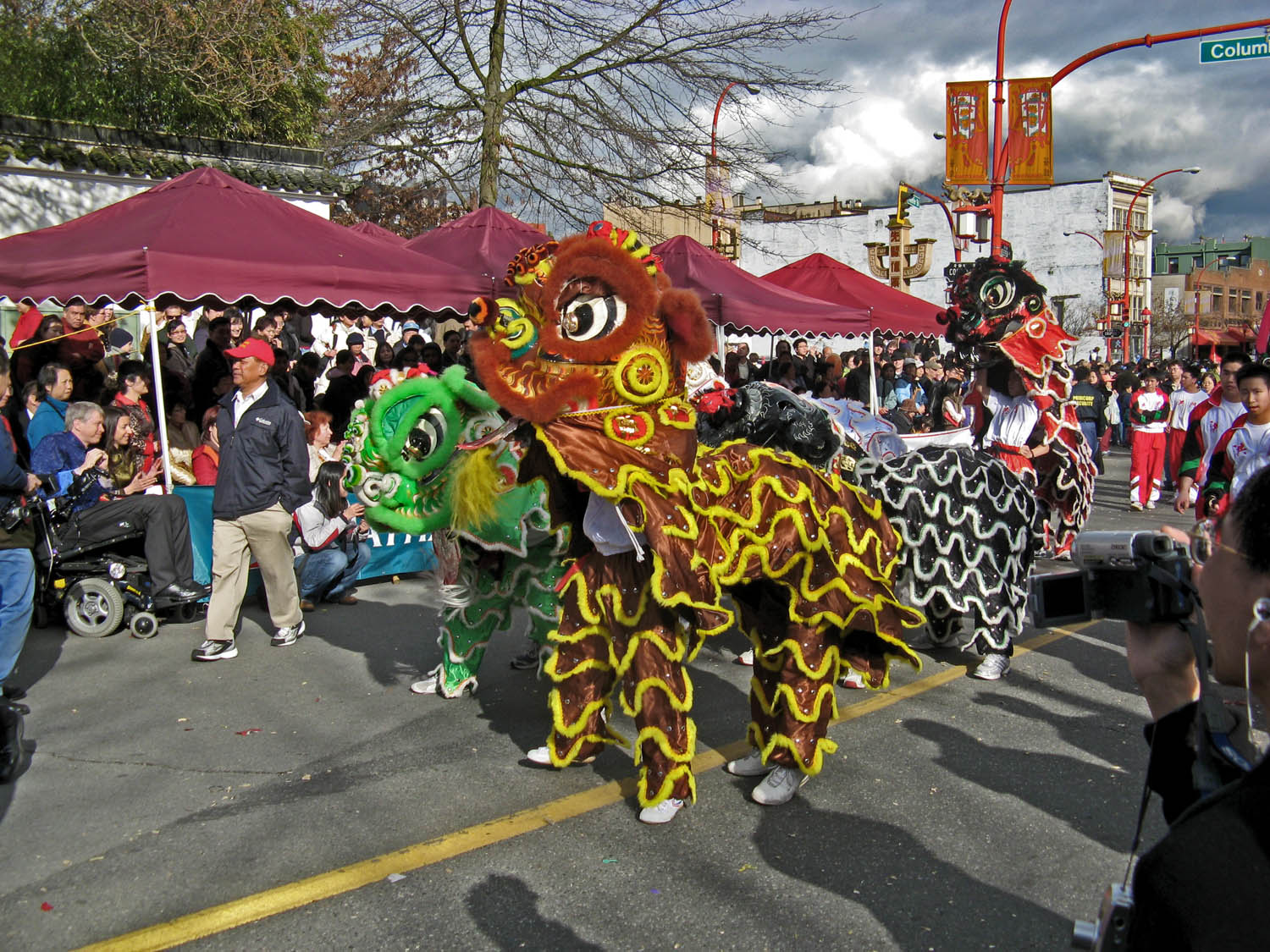
Китайский Новый год в Ванкувере, 2007

В составе немногочисленного коренного населения Ванкувера преобладают англоканадцы. В то же время мягкий тёплый климат, сочетание высокогорных и приморских ландшафтов, транспортное обеспечение, комфортные условия проживания привлекают сюда всё больший поток иммигрантов, в первую очередь из Юго-Восточной Азии. В городе существуют значительные по площади китайские кварталы. И новый фешенебельный жилой район, возникший на севере, уже в горах, застроен большей частью в японском и китайском стиле, так как здесь обосновались многие богатые выходцы из Гонконга.
| Численность жителей Ванкувера по годам (чел.) | Численность жителей Ванкувера по годам (чел.) | Численность жителей Ванкувера по годам (чел.) | Численность жителей Ванкувера по годам (чел.) | Численность жителей Ванкувера по годам (чел.) | Численность жителей Ванкувера по годам (чел.) | Численность жителей Ванкувера по годам (чел.) | Численность жителей Ванкувера по годам (чел.) | Численность жителей Ванкувера по годам (чел.) | Численность жителей Ванкувера по годам (чел.) | Численность жителей Ванкувера по годам (чел.) | Численность жителей Ванкувера по годам (чел.) | Численность жителей Ванкувера по годам (чел.) | Численность жителей Ванкувера по годам (чел.) | Численность жителей Ванкувера по годам (чел.) | Численность жителей Ванкувера по годам (чел.) | Численность жителей Ванкувера по годам (чел.) |
| --------------------------------------------- | --------------------------------------------- | --------------------------------------------- | --------------------------------------------- | --------------------------------------------- | --------------------------------------------- | --------------------------------------------- | --------------------------------------------- | --------------------------------------------- | --------------------------------------------- | --------------------------------------------- | --------------------------------------------- | --------------------------------------------- | --------------------------------------------- | --------------------------------------------- | --------------------------------------------- | --------------------------------------------- |
| Год                                           | 1891                                          | 1901                                          | 1911                                          | 1921                                          | 1931                                          | 1941                                          | 1951                                          | 1961                                          | 1971                                          | 1981                                          | 1991                                          | 2001                                          | 2006                                          | 2011                                          | 2016                                          | 2021                                          |
| Ванкувер                                      | 13,709                                        | 26,133                                        | 100,401                                       | 117,217                                       | 246,593                                       | 275,353                                       | 344,833                                       | 384,522                                       | 426,256                                       | 414,281                                       | 471,644                                       | 545,671                                       | 578,041                                       | 603,502                                       | 631,486                                       | 662,248                                       |
| Большой Ванкувер                              | 21,887                                        | 42,926                                        | 164,020                                       | 232,597                                       | 347,709                                       | 393,898                                       | 562,462                                       | 790,741                                       | 1,028,334                                     | 1,169,831                                     | 1,602,590                                     | 1,986,965                                     | 2,116,581                                     | 2,313,328                                     | 2,463,431                                     | 2,642,825                                     |

В городе работает Ванкуверская служба помощи жертвам изнасилований и приют для женщин.

## Экономика
Ванкувер является одним из крупнейших промышленных центров страны. Порт города — крупнейший в Канаде и наиболее диверсифицированный, с торговым оборотом более 75 млрд канадских долларов в год. Его деятельность добавляет 10,5 млрд долларов США к ВВП и 22 млрд долларов США в виде экономических результатов.
В Ванкувере располагаются штаб-квартиры лесозаготавливающих и горнодобывающих компаний.
В последние годы город становится все более важным центром по разработке программного обеспечения, биотехнологий, а также динамично развивающейся киноиндустрии.
Живописное расположение города делает его одним из главных мест для туризма. Туристы посещают сады города, Стэнли Парк, парк королевы Елизаветы, Ботанический сад Ван Дусена; а также горы, океан, леса и другие парки, окружающие город.
Каждый год более миллиона человек проезжают через Ванкувер на круизных судах, часто идущих на Аляску.

## Транспорт

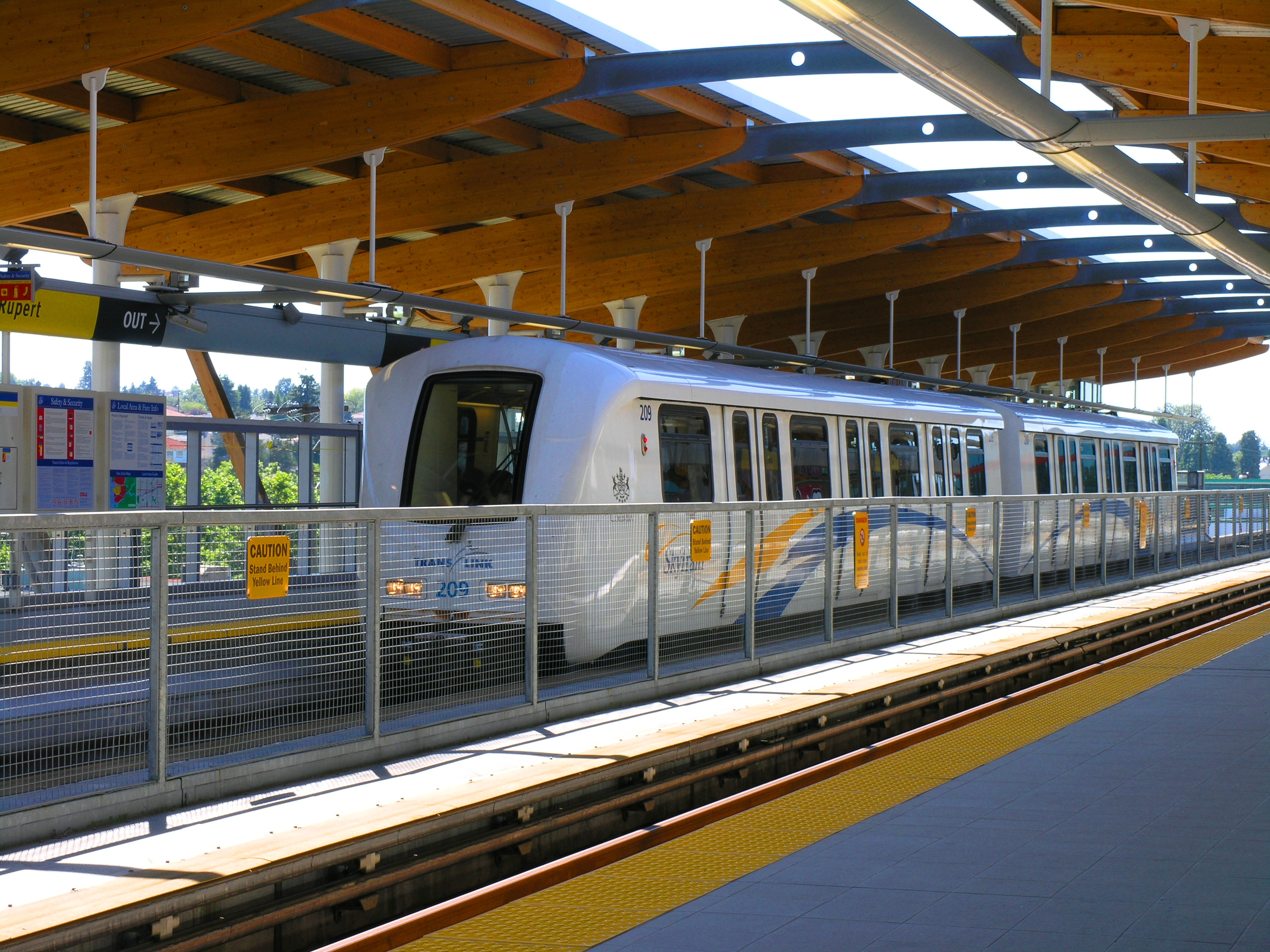
Скайтрэйн

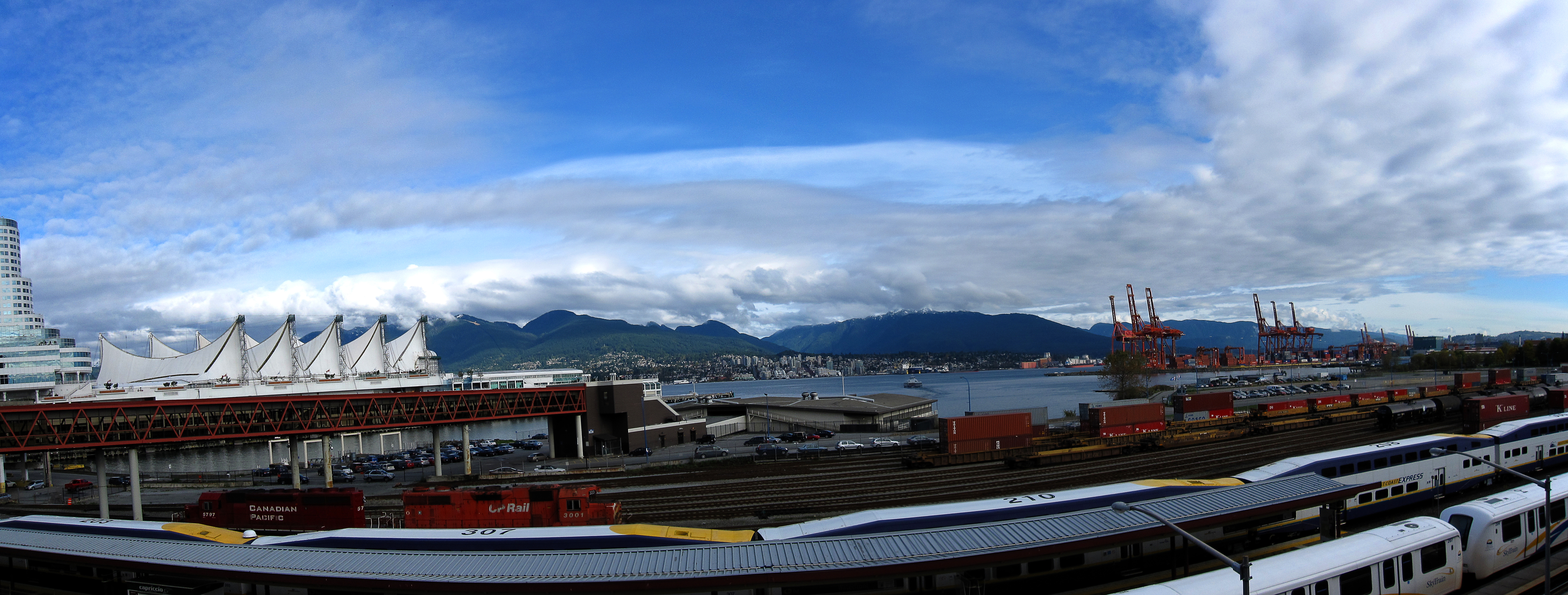
Панорама городского порта

Ванкувер обладает развитой системой наземного транспорта, которая включает в себя:
- автобусы,
- троллейбусы,
- пригородную пассажирскую железнодорожную линию «Западнопобережный экспресс» (англ. West Coast Express),
- SkyTrain (надземное лёгкое метро),
- пассажирский паром SeaBus[англ.].

Однако Ванкувер всё же отстаёт от других канадских городов по уровню развития общественного транспорта.
Большая часть городского и пригородного наземного транспорта обслуживается государственной компанией «Translink».
Пассажирский паром SeaBus связывает центр города с его севером Норт-Ванкувером, пересекая залив Беррад приблизительно за 15 минут. Маршрут обслуживается двумя судами, вмещающими по 400 человек каждое и построенными в 1976 году.
Ванкувер также обслуживается поездами SkyTrain — самой длинной в мире полностью автоматизированной транспортной системой лёгкого скоростного метро.
Ванкуверский Международный Аэропорт (код ИАТА: YVR, ИКАО: CYVR) расположен на острове в дельте реки Фрэйзер примерно в 15 километрах к югу от центра города. Множество авиакомпаний предоставляют ежедневные рейсы из Ванкувера в другие города Канады, а также международные рейсы в США, Европу, Азию и Океанию.

## Спорт

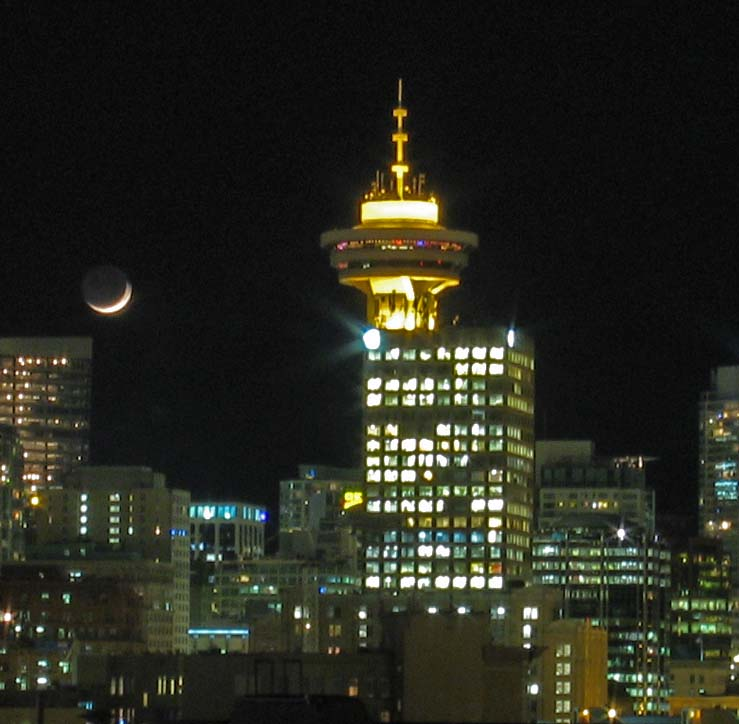
Harbour Centre

### Канадский футбол
- Бритиш Коламбия Лайонс (CFL)

### Футбол
- Ванкувер Уайткэпс (MLS)

### Хоккей
- Ванкувер Кэнакс (НХЛ)
- Ванкувер Джайантз (WHL)

В феврале (с 12 по 28 число) 2010 года в Ванкувере прошли Зимние Олимпийские игры, а в марте (с 12 марта по 21 число) — Зимние Паралимпийские игры.

## Города-побратимы
- Одесса, Украина (1944)[24]
- Иокогама, Япония (1965)[24]
- Эдинбург, Великобритания (1978)[24]
- Гуанчжоу, Китай (1985)[24]
- Лос-Анджелес, США (1986)[24]